# You Are Not Alone
«You Are Not Alone» (с англ. — «Ты не одинок») — песня американского музыканта Майкла Джексона, второй сингл из его девятого студийного альбома HIStory: Past, Present and Future, Book I. Был выпущен на лейбле Epic Records 15 августа 1995 года. Эта баллада в жанре ритм-н-блюза была написана R. Kelly под впечатлением от событий в его личной жизни.
За первый в истории чарта Billboard Hot 100 дебют сингла с первой строчки Джексон был удостоен специальной награды от «Billboard Music Awards». За это же достижение композиция попала в Книгу рекордов Гиннесса. «You Are Not Alone» возглавила общеевропейский хит-парад European Hot 100, а также чарты Великобритании, Ирландии, Новой Зеландии и ещё нескольких стран мира. Песня была номинирована на две статуэтки «Грэмми» и одну «American Music Awards».
Телевизионная премьера видеоклипа, снятого режиссёром Уэйном Айшемом,
состоялась 28 июля 1995 года на телеканале MTV. В ролике Джексон и его тогдашняя жена Лиса Мари Пресли появляются полуобнажёнными, декорации и образы героев были вдохновлены картиной Максфилда Пэрриша «Рассвет».

## История создания
«You Are Not Alone» — баллада в жанре ритм-н-блюза о любви и одиночестве. Песня была написана R. Kelly (Робертом Келли) и спродюсирована им вместе с Майклом Джексоном. Толчком к созданию баллады послужили события в личной жизни автора. Келли вспоминал: «Я был на грани нервного срыва, и мне кажется, своей песней я помог сделать альбом Майкла более цельным».
Джексон связался с Келли в поисках нового материала. Тот подготовил и отправил ему на кассете демоверсию, в которой он сымитировал голос и вокальный стиль певца. Джексону понравилась запись, и в ноябре 1994 года он приехал в Чикаго, где три недели поработал над треком вместе с Келли. С разрешения автора певец переписал кульминацию композиции. Для записи бэк-вокала был приглашён хор Андре Крауча.

## Релиз сингла и реакция критиков
«You Are Not Alone» была выпущена в качестве сингла 15 августа 1995 года. В продажу поступили компакт-диски и 7-ми и 12-дюймовые виниловые пластинки. 2 сентября впервые за всю историю американского чарта Billboard Hot 100 песня дебютировала с первой строчки. За это достижение Джексон был удостоен специальной награды от «Billboard Music Awards». Кроме того, композиция попала в Книгу рекордов Гиннесса. Песня возглавила общеевропейский хит-парад European Hot 100, а также чарты Великобритании, Ирландии, Новой Зеландии и ещё нескольких стран мира.
Журналист Rolling Stone назвал композицию первоклассной ритм-н-блюзовой балладой об одиночестве и предположил, что она может быть связана с событиями в жизни музыканта. Критик The New York Times отметил, что среди нового материала в альбоме Джексона «You Are Not Alone» — единственная традиционная песня о любви. «Она похожа на композицию Мэрайи Кэри „Hero“ и звучит как потенциальный хит», — писал рецензент. Обозреватели порталов Allmusic и Contactmusic.com посчитали «You Are Not Alone» «чарующей» и «красивой песней с трогательным посылом». По мнению журналиста Entertainment Weekly Келли создал «слащавую пустую балладу».
«You Are Not Alone» была номинирована на две статуэтки «Грэмми» в категориях «Песня года» и «Лучший мужской поп-вокал».
В 2007 году бельгийский суд постановил, что, сочиняя «You Are Not Alone», R. Kelly незаконно заимствовал мелодию песни Эдди и Дэнни Ван Пэсселя «If We Can Start All Over», права на его композицию были переданы бельгийским авторам. Однако решение суда действует лишь на территории Бельгии, любое распространение песни Джексона в этой стране запрещено.

## Музыкальное видео

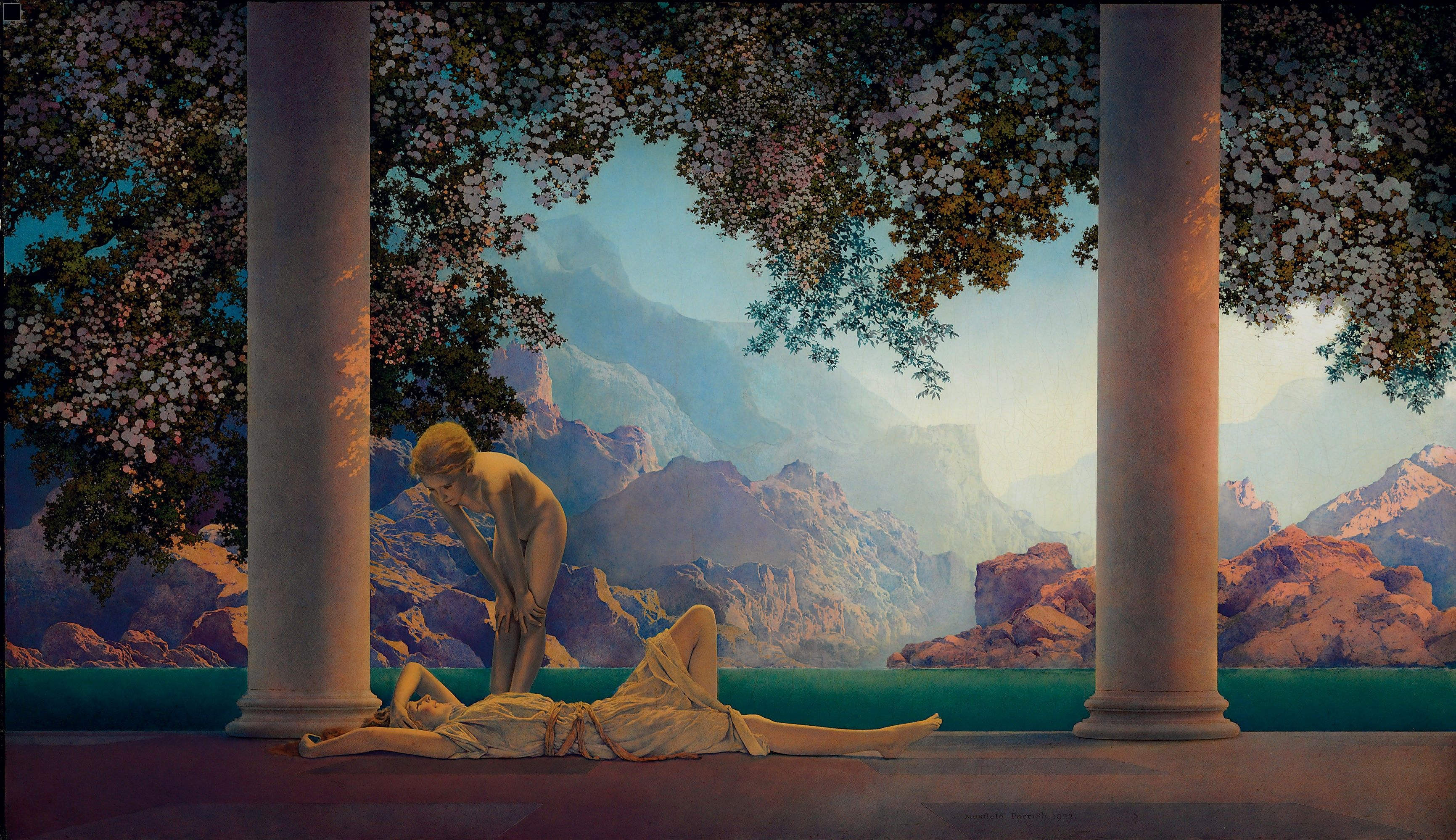
«Рассвет» Максфилда Пэрриша — картина, послужившая вдохновением для декораций и образов в видеоклипе Джексона

Видеоклип на «You Are Not Alone» был снят режиссёром Уэйном Айшемом. По мнению кинокритика Армонда Уайта песня и ролик к ней являются идеальной иллюстрацией одиночества суперзвезды. Вначале Джексон появляется один на сцене, эти кадры были сняты в голливудском театре «Pantages». «Затем певец безучастно идёт мимо толпы журналистов и папарацци, и музыка Келли дополняет этот момент», — пишет Уайт. Декорации и образы, в которых в дальнейшем певец и его тогдашняя жена Лиса Мари Пресли появляются полуобнажёнными, были вдохновлены картиной «Рассвет» одного из любимых художников Джексона — Максфилда Пэрриша. Режиссёр вспоминал, что в видеоклип вошли кадры, снятые без ведома супругов.
Премьера ролика на телевидении состоялась 28 июля 1995 года на телеканале MTV. «You Are Not Alone» вошёл в сборники видеоклипов певца HIStory on Film, Volume II, Number Ones и Michael Jackson’s Vision.

## Список композиций
- CD (номер в каталоге Epic Records — 34K 78002)[8]

| №  | Название                                             | Длительность |
| -- | ---------------------------------------------------- | ------------ |
| 1. | «You Are Not Alone» (Album Edit)                     | 4:54         |
| 2. | «Scream Louder» (с Джанет Джексон, Flyte Tyme Remix) | 5:30         |

- CD (номер в каталоге Epic Records — 662310 2)[8]

| №  | Название                                                      | Длительность |
| -- | ------------------------------------------------------------- | ------------ |
| 1. | «You Are Not Alone» (Radio Edit)                              | 4:29         |
| 2. | «You Are Not Alone» (Frankie Knuckles — Franctified Club Mix) | 10:40        |
| 3. | «You Are Not Alone» (Frankie Knuckles — Classic Song Version) | 7:40         |
| 4. | «You Are Not Alone» (Jon B. Main Mix)                         | 6:55         |
| 5. | «You Are Not Alone» (Jon B. Padappella Mix)                   | 6:55         |

## Участники записи
- Майкл Джексон — вокал, бэк-вокал
- R. Kelly — текст, музыка, клавишные
- Питер Мокрин, Эндрю Шепс — программирование
- Стив Поркаро[англ.] — клавишные
- Хор Андре Крауча[англ.] — бэк-вокал

## Награды и номинации
| Год  | Награда                 | Номинированная работа | Категория | Результат | Источник |
| ---- | ----------------------- | --------------------- | --- | --------- | -------- |
| 1995 | Billboard Music Awards  | Сингл                 | Billboard Music Special Hot 100 Award (Специальная награда за первый в истории чарта Billboard Hot 100 дебют сингла с первой строчки) | Победа    | [ 24 ]   |
| 1995 | MTV Europe Music Awards | Песня                 | Лучшая песня | Номинация | [ 25 ]   |
| 1996 | Grammy Awards           | Песня                 | Песня года | Номинация | [ 16 ]   |
| 1996 | Grammy Awards           | Песня                 | Лучший мужской поп-вокал | Номинация | [ 16 ]   |
| 1996 | NAACP Image Awards      | Песня                 | Выдающаяся песня | Номинация | [ 26 ]   |

## Позиции в чартах и сертификации
| Чарт (1995)             | Высшая позиция |
| ----------------------- | -------------- |
| Австралия               | 7              |
| Австрия                 | 2              |
| Бельгия (Валлония)      | 1              |
| Бельгия (Фландрия)      | 3              |
| Великобритания          | 1              |
| Венгрия                 | 4              |
| Германия                | 4              |
| Дания                   | 2              |
| Европа                  | 1              |
| Зимбабве                | 2              |
| Ирландия                | 1              |
| Италия                  | 3              |
| Канада                  | 2              |
| Нидерланды              | 6              |
| Новая Зеландия          | 1              |
| Норвегия                | 9              |
| Польша                  | 1              |
| США (Hot 100)           | 1              |
| США (R&B/Hip-Hop Songs) | 1              |
| Финляндия               | 10             |
| Франция                 | 1              |
| Швейцария               | 1              |
| Швеция                  | 2              |

| Страна                 | Сертификат |
| ---------------------- | ---------- |
| Австрия (IFPI)         | Золотой    |
| Бельгия (Ultratop)     | Золотой    |
| Германия (BVMI)        | Золотой    |
| Новая Зеландия (RIANZ) | Золотой    |
| Франция (SNEP)         | Золотой    |
| Швейцария (IFPI)       | Золотой    |
| Великобритания (BPI)   | Платиновый |
| США (RIAA)             | Платиновый |

## Кавер-версии
- 1996 год. Дайана Росс записала кавер-версию песни для своего сборника Voice of Love[52].
- 2001 год. Лайза Миннелли исполнила «You Are Not Alone» на двух концертах, посвящённых 30-летию сольной карьеры Майкла Джексона?![18].
- 2010 год. R. Kelly включил свою версию песни в свой альбом Love Letter[англ.] в качестве трибьюта Джексону[53].